# Anciennes Terres
Les Anciennes Terres, appelées en allemand Alte Landschaft, sont les plus anciennes possessions de la ville de Fribourg, en Suisse.

## Histoire

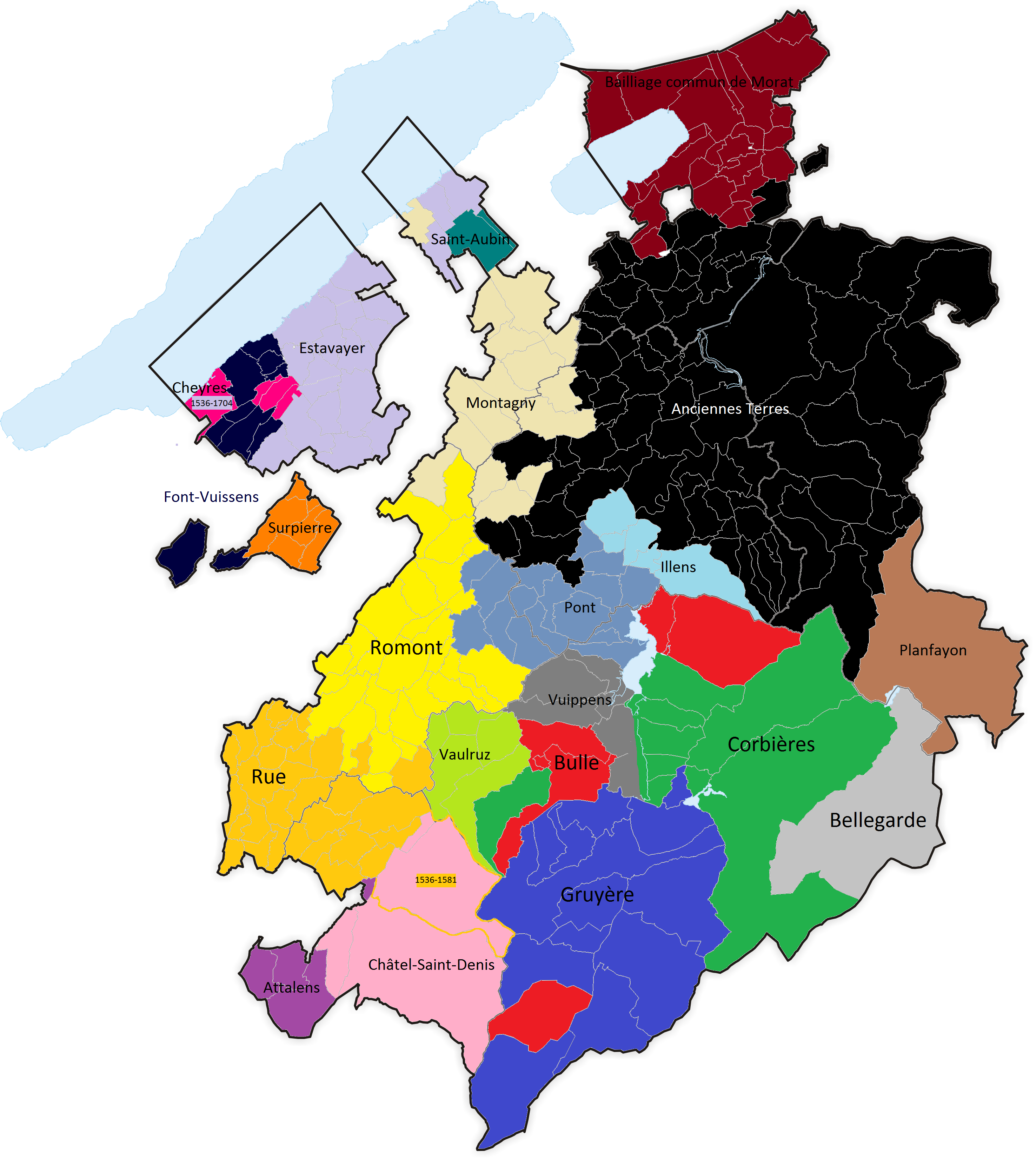
Carte du canton de Fribourg sous l'Ancien Régime.

La première mention des Anciennes Terres date de 1549 et sert à différencier les anciennes possessions de la ville par rapport aux bailliages acquis par la suite (et parfois appelés « Nouvelles Terres »).
Ces terres étaient directement gérées par les autorités de la ville et non par un bailli. En 1648, les Anciennes Terres sont découpées en 26 paroisses : Arconciel, Autigny, Barberêche, Belfaux, Bösingen, Chevrilles, Cormondes, Courtion, Cressier, Dirlaret, Ecuvillens, Épendes, Givisiez, Guin, Heitenried, Marly, Matran, Onnens, Praroman, Prez, Tavel, Treyvaux, Ueberstorf, Villarepos, Villars-sur-Glâne et Wünnewil.

## Source
- Article Anciennes Terres dans le Dictionnaire historique de la Suisse en ligne.

- (de) Cet article est partiellement ou en totalité issu de l’article de Wikipédia en allemand intitulé « Alte Landschaft (FR) » (voir la liste des auteurs).